# Njallajávrre
Njallajávrre, enligt tidigare ortografi Njallojaure, är en sjö i Jokkmokks kommun i Lappland och ingår i Luleälvens huvudavrinningsområde. Tillflöde sker från Valldajávrre och sjön avvattnas av Valldajåhkå som har biflödesordning 2, vilket innebär att vattnet rinner genom ytterligare två vattendrag (Stora Luleälven, Luleälven) innan det når havet (Bottenviken).